# Përparim Daiu
Përparim Daiu (Kavajë, 21 aprile 1970) è un allenatore di calcio ed ex calciatore albanese, di ruolo centrocampista.

## Carriera

### Club
Daiu ha giocato la maggior parte della sua carriera per il Besa Kavajë e la Partizani Tirana.

### Nazionale
Ha debuttato con la Nazionale albanese in una partita amichevole nell'agosto 1995 contro Malta e ha totalizzato un totale di 4 presenze senza segnare gol. La sua finale con la nazionale è stata un'amichevole del gennaio 1998 contro la Turchia.

### Allenatore
Dopo essersi ritirato come giocatore, Daiu è stato responsabile del Besa nel 2006, nel 2010 e nel 2013, dello Shkumbini nel 2009-2010 e nel 2010-2011, del Laçi nel 2007-2008 e nel 2012 e del Tomori nel 2011.